# Crotalaria pilosa
Crotalaria pilosa är en ärtväxtart som beskrevs av Philip Miller. Crotalaria pilosa ingår i släktet sunnhampor, och familjen ärtväxter. Inga underarter finns listade i Catalogue of Life.